# He’s Back (The Man Behind the Mask)
«He’s Back (The Man Behind the Mask)» (рус. Он Вернулся (Человек в Маске)) — песня американского рок-музыканта Элиса Купера, вышедшая в его альбоме 1986 года Constrictor. Песня является главной темой вышедшего в том же году фильма «Пятница, 13-е: Джейсон жив», для которого она и была написана. Две другие песни Купера из альбома — «Teenage Frankenstein» и «Hard Rock Summer» — также звучали в фильме. В песне использован знаменитый звуковой эффект «ki-ki-ki, mah-mah-mah» сделавший франшизу легко узнаваемой.
Демоверсия песни немного отличается от основной версии, выпущенной в коллекции «The Life & Crimes Of Alice Cooper», которая отслеживает развитие карьеры Купера. Также песня появляется в сборнике песен из его альбомов MCA 1980-х годов — Constrictor и Raise Your Fist & Yell, получившем название Prince of Darkness. Текст песни отсылает к тому факту, что во франшизу вернулся Джейсон Вурхиз, по первоначальному замыслу убитый в четвёртом фильме, «Пятница, 13-е: Последняя глава» — в пятой части «Пятница, 13-е: Новое начало» действовал убийца-имитатор.

## Список композиций

### Vinyl, 12" (Великобритания)
1. A: He’s Back (The Man Behind The Mask) — 3:23
2. B1: Billion Dollar Babies (Garth Richardson Remix) — 3:23
3. B2: I’m Eighteen (Garth Richardson Remix) — 4:32

### Vinyl, 7" (Франция, Германия, Великобритания, США)
1. A: He’s Back (The Man Behind The Mask) — 3:23
2. B: Billion Dollar Babies (Recorded Live 1976) — 3:23

## Кавер-версии
Песню также исполнили несколько других певцов и групп: финская группа, играющая в стиле хэви-метал Children of Bodom записала кавер в 2002 году, однако студийная версия никогда не была выпущена. Также песню исполнила другая финская группа, Lordi на одном из своих концертов. Шведская группа «One Man Army and the Undead Quartet» выпустила свою версию в альбоме «Error in Evolution» 2007 года.

## Видеоклип
Видеоклип, снятый на эту песню, также широко известен среди поклонников певца и киносериала. В нём кадры из фильма «Пятница, 13-е: Джейсон жив» чередуются с фрагментами, в которых Элис Купер поёт песню рядом с Джейсоном Вурхизом, которого как и в фильме сыграл актёр Си-Джей Грэм. По сюжету Джейсон преследует зрителей ночного кинотеатра во время показа шестой части сериала. По неизвестным причинам (хотя, вероятней — из-за проблем с авторскими правами), видео не появляется ни на одном из многочисленных DVD-изданий фильма.

## Критика
Песня не стала крайне успешной, однако её высоко оценили поклонники позднего творчества Элиса Купера, а также жанра слэшер, назвав её «невероятной, в стиле новой волны» а также отметили, что песня «точно передаёт атмосферу всех фильмов, а также дух кинематографа 1980-х».

## Интересные факты
- По дороге домой в конце первого выпуска мини-серии комиксов «Freddy vs. Jason vs. Ash: The Nightmares Warriors», Эш слушает эту песню.
- Песня упоминается в молодёжном романе ужасов, написанном по мотивам франшизы, «Friday, The 13th: Hate-Kill-Repeat» (2005 год): один из героев говорит, что узнаёт играющую песню — её исполнил Элис Купер «о каком-то парне в маске».[6]